# Camil Bouchard
Pour les articles homonymes, voir Bouchard.
Camil Bouchard (né le 27 octobre 1945 à La Tuque) est un homme politique et psychologue canadien. Il a occupé le poste de député péquiste de Vachon de 2003 à 2010.

## Biographie
Né à La Tuque en 27 octobre 1945, il reçoit une formation en psychologie, obtenant son baccalauréat et sa maîtrise à l'Université Laval en 1969 et 1970, puis son doctorat à l'Université McGill en 1974.
Son travail professionnel l'a poussé à devenir chercheur en psychologie communautaire et à mener des recherches en épidémiologie de la maltraitance envers les enfants. Il a largement contribué à populariser l'approche en écologie du développement humain dans les institutions d'enseignement et en santé publique au Québec. Il a rédigé et signé un rapport qui a influencé de nombreuses politiques familiales et sociales au Québec, notamment les services de garde éducatifs à tarifs réduits : Un Québec fou de ses enfants.  Ce rapport proposait 53 recommandations pour prévenir la détresse et les problèmes d'adaptation sévère chez les enfants et les jeunes. 
Il a œuvré à l'UQAM pendant trente cinq ans dont 10 en congé sans solde alors qu'il siégeait à l'Assemblée nationale du Québec.
Élu dans Vachon lors de l'élection du 14 avril 2003, il remplace le député sortant David Payne. Il est alors vice-président de la Commission des affaires sociales de novembre 2004 à février 2007. Il est réélu aux élections de 2007 et de 2008. Durant son dernier mandat, il est porte parole de l'Opposition officielle en matière de relations avec les Premières nations, d'immigration et de communautés culturelles. Il est également Vice-président de la Commission des affaires sociales du 15 janvier au 14 septembre 2009, puis vice-président de la Commission de la santé et des services sociaux du 15 septembre 2009 au 6 janvier 2010.
Il annonce sa démission le 14 décembre 2009 et quitte définitivement l'Assemblée nationale le 6 janvier 2010.
En février 2012, il participe au congrès de fondation d'Option nationale, nouveau parti souverainiste créé par Jean-Martin Aussant.
En 2018, il est conseiller politique du chef du Parti québécois, Jean-François Lisée. 
En 2022, il anime la série documentaire Un Québec toujours fou de ses enfants? à Savoir média, qui fait le bilan des 30 années de politiques familiales après la publication de son influent rapport.
Camil Bouchard est l'auteur de plusieurs ouvrages dans les domaines de l'éducation et de la psychologie.

## Distinctions et prix
Il reçoit la médaille Georges-Henri-Lévesque le 7 décembre 2011 et le prix Marie-Andrée-Bertrand en novembre 2014.